# Люизит
Люизи́т (Брагон, Галит, Вещество № 17, Р-43) — смесь изомеров β-хлорвинилдихлорарсина (α-люизита), бис-(β-хлорвинил)хлорарсина (β-люизита) и трихлорида мышьяка. Тёмно-коричневая ядовитая жидкость с резким раздражающим запахом, напоминающим запах герани, боевое отравляющее вещество кожно-нарывного действия, названа по имени американского химика Уинфорда Ли Льюиса (Winford Lee Lewis 1879–1943). Военными в просторечии называется «роса смерти».

## Синтез и свойства
Люизит синтезируется катализируемым дихлоридом ртути или кислотами Льюиса присоединением ацетилена к трихлориду мышьяка, при этом образуются как β-хлорвинилдихлорарсин (α-люизит), так и продукт присоединения второй молекулы ацетилена к α-люизиту - бис-(β-хлорвинил)хлорарсин (β-люизит):
HC≡CH + AsCl3 {\displaystyle \to } ClCH=CHAsCl2
HC≡CH + ClCH=CHAsCl2 {\displaystyle \to } (ClCH=CH)2AsCl
β-Хлорвинилдихлорарсин, бесцветная жидкость без запаха, является основным компонентом люизита и может существовать в виде двух изомеров - транс- и цис-; в техническом люизите преобладает транс-изомер.
Атомы хлора при мышьяке в люизите подвижны и легко подвергаются реакциям нуклеофильного замещения. Так, α-люизит легко гидролизуется водой с образованием высокотоксичного β-хлорвиниларсиноксида:
ClCH=CHAsCl2 + H2O {\displaystyle \to } ClCH=CHAs=O + 2HCl
Под действием водных растворов щелочей α-люизит гидролизуется с образованием солей мышьяковистой кислоты, путь элиминирования хлорвинильного фрагмента при этом зависит от конфигурации двойной связи: транс-изомер элиминирует ацетилен:
транс-ClCH=CHAsCl2 + 6NaOH {\displaystyle \to } HC≡CH + Na3AsO3 +3NaCl
цис-изомер в этих условиях отщепляет винилхлорид:
цис-ClCH=CHAsCl2 + 5NaOH {\displaystyle \to } H2C=CHCl + Na3AsO3 +2NaCl
Люизит также легко реагирует с тиолами, образуя соответствующие малотоксичные продукты замещения, на этой реакции основано применение 2,3-димеркаптопропанола, унитиола при терапии поражений люизитом.
Взаимодействие люизита с газообразным аммиаком не приводит к реакции замещения хлора при атоме мышьяка: в силу того, что люизит, будучи замещенным дихлорарсином, является кислотой Льюиса, с аммиаком, являющимся льюисовым основанием, образуется летучий аддукт:
ClCH=CHAsCl2 + 4NH3 {\displaystyle \to } ClCH=CHAsCl2•4NH3
который при нагревании до 500-800 °C в атмосфере аммиака разлагается с образованием ацетилена и элементарного мышьяка:
2[ClCH=CHAsCl2•4NH3] {\displaystyle \to } 2HC≡CH + 2As + 6NH4Cl + N2,
эта последовательность реакций предложена в качестве промышленного метода уничтожения люизита.
При взаимодействии с водными растворами гипохлоритов щелочных и щелочноземельных металлов, а также с N-хлораминов, α-люизит подвергается окислительному гидролизу до β-хлорвинилмышьяковой кислоты:
ClCH=CHAsCl2 + [O] + 2H2O {\displaystyle \to } ClCH=CHAs(O)(OH)2 + 2HCl
Окисление люизита водными растворами гипохлоритов является одним из методов дегазации.

## Токсическое действие
Люизит относят к стойким отравляющим веществам. Он обладает общеядовитым и кожно-нарывным действием. Токсичен для человека при любых формах воздействия, способен проникать через материалы защитных костюмов и противогаза. Люизиту присуще также раздражающее действие на слизистые оболочки и органы дыхания.

### Общетоксическое действие
Общетоксическое действие люизита на организм многогранно: он поражает сердечно-сосудистую, периферическую и центральную нервную систему, органы дыхания, желудочно-кишечный тракт. Общеотравляющее действие люизита обусловлено его способностью вмешиваться в процессы внутриклеточного углеводного обмена. Выступая в качестве ферментного яда, люизит блокирует процессы как внутриклеточного, так и тканевого дыхания, тем самым препятствуя способности превращения глюкозы в продукты её окисления, идущего с выделением энергии, необходимой для нормального функционирования всех систем организма.

### Кожно-нарывное действие
Механизм кожно-нарывного действия люизита связан с разрушением клеточных структур. Действуя в капельно-жидком состоянии, люизит быстро проникает в толщу кожи (3-5 минут). Скрытый период практически отсутствует. Сразу развиваются признаки поражения: ощущается боль, жжение на месте воздействия. Затем проявляются воспалительные изменения кожи, выраженность которых определяет степень тяжести поражения. Лёгкое поражение характеризуется наличием болезненной эритемы. Поражение средней степени приводит к образованию поверхностного пузыря. Последний быстро вскрывается. Эрозивная поверхность эпителизуется в течение нескольких недель. Тяжёлое поражение — это глубокая, длительно незаживающая язва.
При поражении кожи парами люизита наблюдается скрытый период продолжительностью 4-6 часов, за которым следует период разлитой эритемы, прежде всего на открытых участках кожи. Действуя в высоких концентрациях, вещество может вызывать развитие поверхностных пузырей. Заживление в среднем 8-15 дней.

### Признаки поражения
Люизит почти не имеет периода скрытого действия, признаки поражения проявляются уже через 3-5 минут после попадания его на кожу или в организм. Тяжесть поражения зависит от дозы или времени пребывания в атмосфере, заражённой люизитом. При вдыхании паров или аэрозоля люизита в первую очередь поражаются верхние дыхательные пути, что проявляется после короткого периода скрытого действия в виде кашля, чихания, выделений из носа. При лёгких отравлениях эти явления исчезают через несколько суток. Тяжёлые отравления сопровождаются тошнотой, головными болями, потерей голоса, рвотой, общим недомоганием. Одышка, спазмы в груди — признаки очень тяжёлого отравления. Очень чувствительны к действию люизита органы зрения. Попадание в глаза капель люизита приводит к потере зрения уже через 7-10 суток.

### Опасные концентрации
Пребывание в течение 15 минут в атмосфере, содержащей люизит в концентрации 0,01 мг на литр воздуха, приводит к покраснению слизистых глаз и отёку век. При более высоких концентрациях ощущается жжение в глазах, слезотечение, спазмы век. Пары люизита действуют на кожные покровы. При концентрации 1,2 мг/л уже через одну минуту наблюдается покраснение кожи, отёк; при более высоких концентрациях на коже появляются пузыри. Действие жидкого люизита на кожу проявляется ещё быстрее. При плотности заражения кожных покровов в 0,05-0,1 мг/см² происходит их покраснение; при концентрации 0,2 мг/см² образуются пузыри. Смертельная доза для человека составляет 20 мг на 1 кг веса, то есть люизит при кожной резорбции примерно в 2-2,5 раза токсичнее иприта. Однако это его преимущество несколько нивелируется отсутствием периода скрытого действия, что даёт возможность своевременно принять противоядие и/или обработать поражённые участки кожи с помощью индивидуального противохимического пакета. При попадании люизита в желудочно-кишечный тракт возникает обильное слюнотечение и рвота, сопровождающаяся острыми болями, падением кровяного давления, поражением внутренних органов. Смертельная доза люизита при попадании его внутрь организма составляет 5-10 мг на 1 кг веса.

## Защита от поражения
Защита от поражающего действия люизита достигается применением современных противогазов и специальных защитных костюмов.

## Антидоты
В качестве антидотов применяются соединения, содержащие сульфгидрильные группы, легко взаимодействующие с люизитом — Унитиол (димеркаптопропансульфат натрия) и  БАЛ — «Британский АнтиЛюизит» (димеркаптопропанол). Унитиол хорошо растворим в воде и, в силу этого, эффективнее БАЛа, при тяжёлых поражениях унитиол может применяться внутривенно; БАЛ применяется в масляных растворах. Терапевтическая широта унитиола (1:20) также значительно выше, чем у БАЛа (1:4).
И унитиол и БАЛ реагируют как со свободным люизитом, так и продуктами его взаимодействия с сульфгидрильными группами ферментов, восстанавливая их активность.

## Конверсия
Вероятно, люизит является единственным боевым отравляющим веществом, уничтожение запасов которого является экономически выгодным — в процессе его переработки получается чистый мышьяк, сырьё для производства полупроводника арсенида галлия.

## В культуре
Фантастический роман «Люизит», описывающий развязанную Германией химическую войну с использованием люизита, написан Иоганессом Бехером.